# Cnemaspis psychedelica
Cnemaspis psychedelica is een hagedis die behoort tot de gekko's en de familie Gekkonidae.

## Naam en indeling
De wetenschappelijke naam van de soort werd voor het eerst voorgesteld door Larry Lee Grismer, Ngo Van Tri en Jesse Leland Grismer in 2010. De soortaanduiding psychedelica .
Uit DNA-onderzoek is gebleken dat deze soort vermoedelijk twintig miljoen jaar oud is, daarmee is het de oudste soort in het geslacht Cnemaspis.

## Uiterlijke kenmerken
De wetenschappelijke soortaanduiding psychedelica (psychedelisch) slaat op de bonte kleuren die sterk afsteken tegen de omgeving. De poten en staart zijn helder oranje van kleur terwijl de rug een blauwe kleur heeft en de kop een groen masker van kleine vlekjes draagt.

## Levenswijze
Cnemaspis psychedelica is overdag actief. De vrouwtjes zetten eieren af.

## Verspreiding en habitat
De soort komt voor in delen van Azië en leeft endemisch in de Vietnamese provincie Cà Mau en meer specifiek op het eiland Hon Khoai. De habitat bestaat uit vochtige tropische en subtropische laaglandbossen en rotsige omgevingen. De soort is aangetroffen op een hoogte van ongeveer 3 tot 300 meter boven zeeniveau.

## Beschermingsstatus
Door de internationale natuurbeschermingsorganisatie IUCN is de beschermingsstatus 'bedreigd' toegewezen (Endangered of EN).